# Stikinefloden

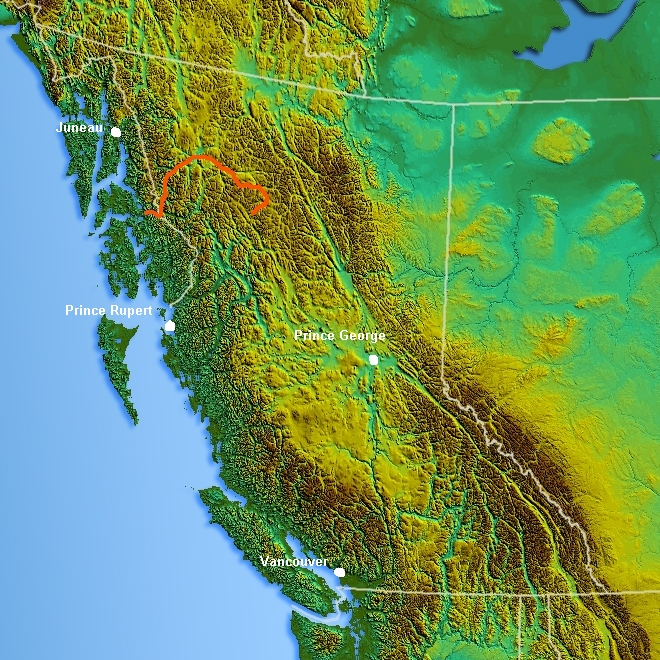
Stikinefloden (orange) i British Columbia.

Stikinefloden (Stikine River) är en flod i norröstra Kanada, med anslutning till Stilla havet i Alaska.